# Philippe Cougrand
 (juillet 2025).
Si vous disposez d'ouvrages ou d'articles de référence ou si vous connaissez des sites web de qualité traitant du thème abordé ici, merci de compléter l'article en donnant les références utiles à sa vérifiabilité et en les liant à la section « Notes et références ».
Philippe Cougrand, né en 1957 à Bordeaux, est un romancier, dramaturge, scénariste et dialoguiste français.

## Biographie
Philippe Cougrand a poursuivi des études d'histoire de l'art, avant d'intégrer le Ministère de la Culture et de la Communication en 1984, où il a occupé différents postes. Parallèlement, il se consacre à l'écriture de romans, de scénarios, de nouvelles et de pièces de théâtre.
Marqué par les littératures anglo-saxonne et latino-américaine, il aime les histoires inattendues aux destins entrecroisés, imprégnées de cynisme baroque. Côté roman noir, ses auteurs favoris sont William Irish, Raymond Chandler, Herbert Lieberman, Michael Connelly ou Joseph Hansen… Pour la littérature blanche, ses faveurs vont à Scott Fitzgerald, John Irving, Daniel Pennac, Alexandre Dumas, Mario Vargas Llosa, Elsa Morante. S'il avait un roman à recommander à ses lecteurs, ce serait Martin Eden de Jack London ou Le Comte de Monte-Cristo.
Il a publié Permis de nuire en 2002 (Nicolas Philippe/La Main Multiple), un roman à clés sur un certain microcosme politico-financier. En 2003, il signe Folies-Batignolles (L'Écailler du sud), un roman noir enraciné dans la terre aquitaine. En 2005, avec la nouvelle Ronde-Bosse, il participe au recueil Noirs quartiers (L'Ours polar), dans le cadre de l’opération initiée par Blanquefort, Toute la ville écrit. En 2006 paraît Garonne amère (Pleine Page), un roman noir dont l’action, de nouveau située dans l'Entre-deux-Mers, explore les arcanes d’une vengeance sans merci enracinée dans les années noires de l’Occupation. En 2007, c'est Mortel Estuaire (Atelier In'8), roman d'aventures plus que roman noir, entre barbouzes et chasse au trésor, un roman qui lui vaut le Prix littéraire d'Aquitaine 2007. Puis,  Tout doit disparaître, recueil de nouvelles collectif.
En février 2008, est paru chez Pleine Page un nouveau roman, L'Ours pécheur, premier volume d'une interrogation personnelle sur le désir et le sens de la paternité. Publié en mars 2009, toujours chez Pleine Page, Le Voyage à Itelezi poursuit et amplifie cette exploration à travers une interrogation sur la (les) sexualité(s) et une passion amoureuse contrariée.
Entre-temps, a été publié, en septembre 2008, le texte d'une pièce comique, créée en avril 2009: Madame, Monsieur, ou l'Impromptu de Saint-Cloud, une farce historique en alexandrins.
Il est venu à l’écriture de scénarios par passion pour le cinéma, avec une prédilection pour la haute époque hollywoodienne (Cukor, Mankiewicz, Capra, Aldrich, etc.) et italienne (Visconti, Risi, Fellini, etc.), mais aussi parce que ses textes littéraires, très visuels, empruntent volontiers leur style narratif à l’univers du cinéma. C'est sa rencontre avec Francis Girod qui l'amène pour la première fois à travailler pour le grand écran. En 2001, il cosigne l'adaptation et les dialogues de Mauvais genres pour Francis Girod d'après Transfixions de Brigitte Aubert. En 2006, il cosigne l'adaptation et les dialogues de Un ami parfait, d'après le roman de Martin Suter, pour le même cinéaste. Philippe Cougrand a travaillé sur diverses séries et téléfilms.

## Œuvre

### Romans
- Permis de nuire. Paris : Nicolas Philippe, 2002, 434 p.  (ISBN 2-7488-0005-2)
- Folies-Batignolles. Marseille : l'Écailler du Sud, 2003, 259 p. (L'Écailler du Sud ; 28).  (ISBN 2-914264-38-0)
- Garonne amère. Bordeaux : Pleine Page Éditeur, 2006, 312 p. (collection Rouge nuit).  (ISBN 2-913406-40-8). Extrait
- Mortel estuaire. Serres-Morlaàs : Atelier In8 ; Pau : Noires de Pau, 2007, 223 p.  (ISBN 978-2-916159-27-0) - Ce roman a reçu le « Prix littéraire d'Aquitaine 2007 »
- L'Ours pécheur. Bordeaux : Pleine Page Éditeur, 2008, 312 p. (collection Rouge nuit).  (ISBN 978-2-913406-58-2)
- Le Voyage à Itelezi. Bordeaux : Pleine Page Éditeur, 2009, 259 p. (collection 5à7).  (ISBN 978-2-9134-0693-3)
- Le Portrait de Sarah Weinberg[1]. Calviac-en-Périgord : Éd. du Pierregord, 2012, 496 p. (collection Encre Rouge).  (ISBN 978-2-35291-101-2). Ce roman a reçu le Prix litteraire de la Ville de Balma 2013.
- Johanna, La Valse des Abymes. Lulu Éditions, 2017, 711 p.  (ISBN 978-0-244-30178-1)
- Le Cahier allemand. Lulu Éditions, 2023, 404 p.  (ISBN 978-1-4477-3369-0)

### Nouvelles
- Ronde-Bosse. In Noirs quartiers. Saint-Macaire : l'Ours polar, 2005, 127 p.  (ISBN 2-9524118-0-8). Photographies de Michel Berrouet.
- La Cave. In Tout doit disparaître. Bordeaux : Pleine Page Éditeur, 2007, 156 p.  (ISBN 978-2-913406-69-8)
- L'Île de Brume. In Tout doit disparaître. Bordeaux : Pleine Page Éditeur, 2007, 156 p.  (ISBN 978-2-913406-69-8)
- Dissolution. In Tout doit disparaître. Bordeaux : Pleine Page Éditeur, 2007, 156 p.  (ISBN 978-2-913406-69-8)

### Théâtre
- Madame, Monsieur, ou L'Impromptu de Saint-Cloud : comédie en deux actes. Bordeaux : Pleine Page Éditeur, 2008, 130 p.  (ISBN 978-2-91-3406-85-8)

### Autres ouvrages
- Lumières du Sud-Ouest, Roland Barthes et 50 écrivains se racontent. Bordeaux : Le Festin Éditeur, 2009, 240 p.  (ISBN 978-2-91-5262-99-5)
- Itinérances autour de Bordeaux, carnet métropolitain. Bordeaux : Éditions Sud-ouest / Arc en Rêve , 2011, 424 p.  (ISBN 978-2-8177-0145-5)

### Articles
- Le Théâtre impérial du château de Compiègne. In Vieilles maisons françaises, 1989.
- Personne n'est parfait : petite histoire du travesti au cinéma. In dossier de presse Mauvais genres, 2001.
- Jeunes Plumes / Plumes adultes. Double préface. Serres-Morlaàs : Atelier In8 / Noires de Pau, 2007.  (ISBN 978-2-916159-47-8).
- Sciences sociales et patrimoines, d'Emmanuel Amougou. Préface. Paris : L'Harmattan, 2011, 172 p.  (ISBN 978-2-296-55148-0)

### Filmographie
Scénarios
- 2001 : Mauvais Genres Réal. Francis Girod. Adapt. et dial. Philippe Cougrand & Francis Girod, d'après le roman Transfixions de Brigitte Aubert. Avec Robinson Stévenin (César du meilleur espoir masculin en 2002) et Richard Bohringer.
- 2006 : Un ami parfait. Réal. Francis Girod. Adapt. et dial. Philippe Cougrand & Francis Girod, d'après le roman éponyme de Martin Suter. Avec Carole Bouquet et Antoine de Caunes.

### Théâtrographie
- Madame, Monsieur, ou L'Impromptu de Saint-Cloud. Pièce créée au Théâtre des Quatre-Saisons de Gradignan par le Théâtre du Nonchaloir, le 5 avril 2009.

## Récompenses
- Prix littéraire d'Aquitaine 2007 pour Mortel estuaire.

C'est la première fois que le prix récompense un polar. Décerné par l'Association "Savoir-Faire d'Aquitaine", il est organisé en partenariat avec l'Arpel Aquitaine. Il est attribué à une œuvre littéraire ayant pour cadre l'Aquitaine et publiée impérativement par un éditeur aquitain.
Philippe Cougrand : « Ce prix symbolise d'abord à mes yeux la reconnaissance d'une certaine qualité d'écriture, liée à mon envie de raconter une histoire, et la reconnaissance d'un narrateur qui, à travers son imaginaire personnel, tente de privilégier le plaisir du lecteur. Mes histoires me tiennent naturellement à cœur, mais l'Aquitaine, par ses paysages et ses lumières, en a été dès l'origine l'un des « personnages » les plus constants. Une sorte de héros virtuel récurrent ! Ensuite, que le jury ait choisi de récompenser un roman noir, me touche particulièrement. Il donne ainsi des lettres de noblesse à un genre naguère considéré comme mineur, mais désormais intégré à la culture de notre temps. Ce prix est enfin un signal fort délivré à un éditeur en région, l'Atelier In8, et aux Noires de Pau, directeur de collection, qui m'ont accompagné dans l'élaboration de ce roman, et qui défendent les livres avec une rage combative. »

## Compléments